# Chronicles (Paul Young)
Chronicles is het enige studioalbum dat werd uitgebracht van de Britse zanger Paul Young, die zong in de muziekgroepen Sad Café en Mike and the Mechanics. Het album is een faneditie van liedjes die de zanger had opgenomen, maar die niet op een album van de genoemde bands terecht zijn gekomen. Het album verscheen circa elf jaar na zijn dood.

## Musici
- Paul Young – zang
- Paul Carrack - zang (3), orgel (3)
- Martin Kronlund – gitaar (1, 2, 3, 4, 6, 8, 10, 11)
- Mike Rutherford – gitaar (2)
- Ian Wilson – akoestische gitaar (1), achtergrondzang (1)
- Michael Byron-Hehir – gitaar (6, 9, 11)
- Ashley Mulford – gitaar (6)
- Des Tong – basgitaar (1, 2, 4, 6, 8, 10, 11)
- Eric Stewart – toetsinstrumenten en gitaar (3)
- Victor Emerson – toetsinstrumenten (1, 7), gitaar (7)
- Alistair Gordon – toetsinstrumenten (1, 3, 4, 9, 10, 11) achtergrondzang (alle behalve 13)
- Steve Pigott – toetsinstrumenten (2, 3, 5, 8, 9, 12)
- Per Aronson – toetsinstrumenten (4, 6, 8, 10, 11)
- Dave Irving – slagwerk (1, 2, 4, 6, 8, 10, 11)
- Steve Butler – achtergrondzang (1, 2, 4, 6, 11)
- Carl Davis – achtergrondzang (2, 3, 4, 6, 10, 11)
- Steve Menzies – achtergrond (2, 3, 7, 9)
- Mark Menzie – achtergrondzang (9)
- Sue Quin – achtergrondzang (7)
- Lenni – saxofoon (11))
- Graham Gouldman – alle muziekinstrumenten (12)
- de samenstelling van de band die track 13 uitvoerde is niet bekend

Young, Gordon, Mulford, Irving, Tong, Wilson, Lenni, Hehir, Pigott, Quin en Emerson waren allen ooit lid van Sad Café. Rutherford en Carrack speelden in Mike & the Mechanics. Stewart en Gouldman waren onderdeel van 10cc, een band waarmee Sad Café opgetreden heeft.

## Muziek
| Nr. | Titel                                      | Duur |
| --- | ------------------------------------------ | ---- |
| 1.  | House of many nations (Young, Sutton)      | 4:15 |
| 2.  | Your shoes (Young Rutherford)              | 3:42 |
| 3.  | Grace of God (Young)                       | 3:57 |
| 4.  | Loss of innocence (Young)                  | 3:49 |
| 5.  | Frozen heart (onbekend)                    | 3:44 |
| 6.  | Two wrongs (Young Gordon)                  | 3:44 |
| 7.  | Water now the seed (Pennington, Young)     | 3:06 |
| 8.  | Here comes the future (Young)              | 4:09 |
| 9.  | Everything (Young, Gordon, Pigott)         | 4:16 |
| 10. | One heart (Young, Ali, Kronlund)           | 3:12 |
| 11. | We did nothing wrong (Young, Gordon)       | 3:24 |
| 12. | I’m in heaven again (Young, Ali)           | 3:03 |
| 13. | Every day hurts (Young, Emerson, Stimpson) | 3:37 |

Every day hurts was een bescheiden hitje voor Sad Café, maar wordt hier uitgevoerd door Mike & the Mechanics. De twee singles van dit album Two wrongs en Your Shoes werden geen hits.